# Ruta Walter Benjamin a Portbou
La Ruta Walter Benjamin a Portbou inclou diversos dels indrets on va viure el filòsof alemany Walter Benjamin des de la seva arribada a Portbou fins a la seva mort, el setembre de 1940. L'estació internacional del ferrocarril, la pensió on es va allotjar Walter Benjamin, el cementiri i el monument Passatges, de Dani Karavan (inaugurat el 1994), al costat de la senyalització impulsada pel Memorial Democràtic, permeten resseguir la memòria democràtica i la lluita antifeixista de l'Europa del segle xx. Portbou va tenir un paper rellevant durant la Segona Guerra Mundial com a lloc de pas, retenció i acollida de persones que fugien del nazisme.

## Walter Benjamin
Walter Benjamin, assagista, crític literari i filòsof alemany d'origen jueu (col·laborador de l'Escola de Frankfurt), va arribar a Portbou el 1940 fugint de la persecució antisemita del règim de l'Alemanya de Hitler. Ell, com molts altres jueus durant la Segona Guerra Mundial, tenia la intenció de passar de la França ocupada i col·laboracionista cap a Espanya pels Pirineus. El seu objectiu era arribar a Portugal per poder exiliar-se als Estats Units. Benjamin no ho va aconseguir perquè va ser interceptat a Portbou per l'exèrcit franquista. Aquest fet el va portar a suïcidar-se a l'hotel on s'hostatjava. Les restes reposen al cementiri d'aquesta localitat.
La ruta Walter Benjamin forma part d'un itinerari més ampli que, des de Portbou a Cervera de la Marenda, passant pel coll dels Belitres, recorre un dels llocs de pas de frontera entre França i Espanya dins del conjunt de rutes Retirada i Camins de l'Exili, projecte que identifica i senyalitza diferents espais històrics a 17 pobles de l'Alt Empordà (com Agullana, la Vajol, Figueres, la Jonquera i Portbou, entre d'altres) i que descriu el camí que van fer centenars de milers de persones en l'exili cap a França. Dins del mateix àmbit, també cal destacar el futur Centre Walter Benjamin, que estarà dedicat a la vida i obra d'aquest filòsof i s'ubicarà a l'antic ajuntament de Portbou, edifici modernista actualment en desús. A més, es pot completar la visita amb la descoberta del massís de l'Albera, un ampli territori muntanyós que s'estén a banda i banda de la frontera francoespanyola i que es troba protegit com a paratge natural en tots dos països.